# Великий Конюшенний міст
Великий Конюшенний міст (рос. Большой Конюшенный мост) — міст через річку Мойка, з'єднує Казанський і Перший Адміралтейський острови в центральному районі Санкт-Петербурга. З'єднує також Конюшенний і Мошков провулки. Назва походить від будівлі Головних імператорських конюшень, розташованих на лівому березі річки Мойки, будинок № 44.
Спочатку цей міст був дерев'яним, побудованим ще на початку 18 ст. Набережна правого берега Мойки називалася в той час Грецькою. Міст через Мойку також був відомий як Грецький. Поява цих назв пояснюється тим, що на Північному березі Мойки і перші роки після заснування Петербурга перебувала невелика Грецька слобідка, заселена греками, що працювали майстрами на Адміралтейській корабельні.
У 1753 р. цей міст був замінений трипрогінним дерев'яним мостом, зафарбованим під камінь.
У 1823 р. дерев'яний міст було замінено чавунним, який зберігся до нашого часу (інженер Є. О. Адам за участю В. І. Гесте, В. К. Треттера, К. М. Берда). Прогін перекритий безшарнірним косим чавунним склепінням з тюбінгів. Опори бутової кладки з гранітним облицюванням. Фасади прогонного мосту декоровані чавунними листами, ці листи прикрашені художнім орнаментом. Решітка мосту виконана у вигляді часто розставлених дротиків з накладною арматурою із переплетених вінків, пронизаних списоподібними жердинами з наконечниками, і які підтримують перила фігурних кронштейнів. Ліхтарні стовпи з восьмигранними ліхтарями підняті над парапетами набережних гранітними парапетами на відносно високих п'єдесталах.
У 1951 р. під керівництвом архітектора О. Л. Ротача були відреставровані орнаменти з квітів і вінків на арках мосту, складний декор ліхтарів, гірлянд, решіток. О. Л. Ртотач мав на меті наблизитись у своїй роботі до історичного вигляду мосту, зберегти цей вигляд для міщан і гостей міста, для країни. І йому це вдалося. Вигляд мосту як унікальної історичної будівлі збережено і відновлено. Чавунне лиття продовжує тішити петербуржців своєю первісністю: рослинні орнаменти, вінки та гірлянди, маски-букранії на щоках арок мосту, прикраси решіток і перил.